# Nvidia Quadro
NVIDIA Quadro es el nombre referido a la serie de tarjetas gráficas de NVIDIA, dirigidas al sector profesional. Sus diseños están orientados hacia la aceleración de CAD (Diseño asistido por ordenador) y DCC (creación de contenido digital) usualmente requeridas en estaciones de trabajo y diseñadores independientes. La serie Quadro junto a FirePro de AMD dominan este sector del mercado gráfico. 
Quadro es la denominación que tienen las tarjetas gráficas profesionales desarrolladas por la empresa estadounidense NVIDIA desde 1999. Estas unidades presentan características que no presentan sus contrapartes GeForce como lo son la capacidad de funcionar por largos periodos de tiempo en condiciones difíciles, menor temperatura de funcionamiento, mayor ancho de banda, operaciones de doble precisión, en algunos modelos resistencia a tormentas solares. Drivers optimizados para el funcionamiento con programas de diseño CAD, modelado 3D, desarrollo de aplicaciones, finanzas, medicina y  de moléculas. Varios fabricantes OEM colocan este tipo de tarjetas en sus equipos workstation móviles y rugged PC. 
Las unidades son ensambladas por NVIDIA algunos modelos por ensambladoras como PNY. La gama superior a Quadro para aplicaciones HPC como Inteligencia Artificial es Tesla.

## Variantes de Quadro
| Quadro: SGI VPro VR3 | Quadro2 Pro: ELSA GLoria III | Quadro DCC: ELSA GLoria DCC | Quadro4 980 XGL: ELSA 980 XGL |
| -------------------- | ---------------------------- | --------------------------- | ----------------------------- |
|                      |                              |                             |                               |

NVIDIA divide sus líneas de productos Quadro según el tipo de negocio o estación de trabajo al que vayan dirigido, las Quadro simples (en versiones PCI, AGP y PCI-Express) dirigidas al sector de diseño profesional, las Quadro NVS para el sector financiero y las Quadro Mobile que la da soporte a equipos portátiles.

### Quadro PCI
| Quadro chip | Núcleo | Frecuencia de núcleo (MHz) | Frecuencia de memoria (efectiva) (MHz) | Cantidad de memoria (MiB) | Tipo de memoria | Memoria Ancho de banda (GiB/s) | conector de 3-pines estéreo | Notas                                       |
| ----------- | ------ | -------------------------- | -------------------------------------- | ------------------------- | --------------- | ------------------------------ | --------------------------- | ------------------------------------------- |
| FX 600 PCI  | NV34GL | 270                        | 243                                    | 256                       | 128-bit DDR     | 7.8                            | Sí                          | Chip también usado en la GeForce 5200 Ultra |

### Quadro AGP
| Quadro chip | Núcleo | Frecuencia de núcleo (MHz) | Frecuencia de memoria (efectiva) (MHz) | Cantidad de memoria (MiB) | Tipo de memoria | Memoria Ancho de banda (GiB/s) | Conexión AGP | Conector de 3-pines estéreo | Notas |
| ----------- | ------ | -------------------------- | -------------------------------------- | ------------------------- | --------------- | ------------------------------ | ------------ | --------------------------- | --- |
|             | NV10GL | 135                        | 166                                    | 64                        | 128-bit SDR     | 2.66                           | 4×           |                             | Chip también usado en GeForce 256                                                                             |
| 2 MXR       | NV11GL | 200                        | 183                                    |                           | 128-bit SDR     | 2.93                           | 4×           |                             | Chip también usado en GeForce 2 MX                                                                            |
| 2 EX        | NV11GL | 175                        | 166                                    |                           |                 |                                |              |                             | Chip también usado en GeForce 2 MX                                                                            |
| 2 PRO       | NV15GL | 250                        | 400                                    |                           |                 | 6.4                            | 4×           |                             | Chip también usado en GeForce 2 GTS                                                                           |
| DCC         | NV20GL |                            |                                        |                           | 128-bit DDR     | 7.3                            | 4×           |                             | Chip también usado en GeForce 3/Ti                                                                            |
| 4 380 XGL   | NV18GL | 275                        | 513                                    | 64                        | 128-bit DDR     | 8.2                            | 8×           |                             | |
| 4 500 XGL   | NV17GL |                            |                                        |                           | 128-bit SDR     |                                |              |                             | |
| 4 550 XGL   | NV17GL | 270                        | 400                                    | 64                        | 128-bit DDR     | 6.4                            | 4×           | No                          | |
| 4 580 XGL   | NV18GL |                            |                                        | 64                        | 128-bit DDR     |                                | 8×           | No                          | Chip también usado en GeForce 4 MX 440                                                                        |
| 4 700 XGL   | NV25GL | 275                        | 550                                    | 64                        | 128-bit DDR     |                                | 4×           |                             | Chip también usado en GeForce 4 Ti 4200                                                                       |
| 4 750 XGL   | NV25GL | 275                        | 550                                    | 128                       | 128-bit DDR     |                                | 4×           | Sí                          | Chip también usado en GeForce 4 Ti 4400                                                                       |
| 4 780 XGL   | NV28GL |                            |                                        |                           |                 |                                |              | Sí                          | Chip también usado en GeForce 4 Ti 4200 (AGP 8×)                                                              |
| 4 900 XGL   | NV25GL | 300                        | 650                                    | 128                       | 128-bit DDR     | 10.4                           | 4×           | Sí                          | Chip también usado en GeForce 4 Ti 4600                                                                       |
| 4 980 XGL   | NV28GL | 300                        | 650                                    | 128                       | 128-bit DDR     | 10.4                           | 8×           | Sí                          | Chip también usado en GeForce 4 Ti 4800                                                                       |
| FX 500      | NV34GL | 270                        | 243                                    | 128                       | 128-bit DDR     | 7.7                            | 8×           | No                          | Chip también usado en GeForce FX 5200                                                                         |
| FX 700      | NV31GL | 275                        | 275                                    | 128                       | 128-bit DDR     | 8.8                            | 8×           | No                          | Chip también usado en GeForce FX 5600                                                                         |
| FX 1000     | NV30GL | 300                        | 300                                    | 128                       | 128-bit GDDR2   | 9.6                            | 8×           | Sí                          | Chip también usado en GeForce FX 5800                                                                         |
| FX 1100     | NV36GL | 425                        | 325                                    | 128                       | 128-bit DDR     | 10.4                           | 8×           | Sí                          | Chip también usado en GeForce FX 5700                                                                         |
| FX 2000     | NV30GL | 400                        | 400                                    | 128                       | 128-bit GDDR2   | 12.8                           | 8×           | Sí                          | Chip también usado en GeForce FX 5800, One Dual-Link DVI                                                      |
| FX 3000     | NV35GL | 400                        | 425                                    | 256                       | 256-bit DDR     | 27.2                           | 8×           | Sí                          | Chip también usado en GeForce FX 5900, 1× Dual-link DVI (Mediante controladores externos)                     |
| FX 3000G    | NV35GL | 400                        | 425                                    | 256                       | 256-bit DDR     | 27.2                           | 8×           | Sí                          | tiene un conector externo para estéreo, 1× Dual-link DVI (mediante controladores externos)                    |
| FX 4000     | NV40GL | 375                        | 500                                    | 256                       | 256-bit GDDR3   | 32.0                           | 8×           | Sí                          | Chip también usado en GeForce 6800, 2× Dual-link DVI (doble link usando transmisores externos TMDS)           |
| FX 4000 SDI | NV40GL | 375                        | 500                                    | 256                       | 256-bit GDDR3   | 32.0                           | 8×           | Sí                          | FX 4000 con salidas 2× SDI HDTV y generador de frecuencia analógico y digital (usando controladores externos) |

### Quadro PCI Express
| Quadro GPU     | Núcleo            | Frecuencia del núcleo (MHz) | Frecuencia de memoria (MHz) | Cantidad de memoria (MiB) | Tipo de memoria  | Memoria Ancho de banda (GiB/s) | Conector de 3-pin estéreo | Núcleos CUDA | consumo de energía (W) | Notas |
| -------------- | ----------------- | --------------------------- | --------------------------- | ------------------------- | ---------------- | ------------------------------ | ------------------------- | ------------ | ---------------------- | --- |
| FX 330         | NV37GL            | 250                         | 200                         | 64                        | 64-bit DDR       | 3.2                            | No                        |              | 21                     | Chip también usado en GeForce PCX 5300, Shader Model 2.0                                                                                                 |
| FX 350         | G72GL             | 550                         | 405                         | 128                       | 64-bit DDR2      | 6.48                           | No                        |              | 21                     | Chip también usado en GeForce 7300LE |
| FX 370         | G84GL             | 360                         | 400                         | 256                       | 64-bit DDR2      | 6.4                            | No                        | 16           | 35                     | 1× Dual-link DVI-I & 1 single-link DVI, Shader Model 4.0 OpenGL 2.1/DirectX 10                                                                           |
| FX 370 LP      | G98               | 540                         | 500                         | 256                       | 64-bit DDR2      | 8                              | No                        | 8            | 25                     | DMS-59 |
| FX 380         | G96               | 450                         | 700                         | 256                       | 128-bit GDDR3    | 22.4                           | No                        | 16           | 34                     | 2× Dual-link DVI-I, basada en la Geforce 9400. |
| FX 380 LP      | GT218GL           | 550                         | 800                         | 512                       | 64-bit DDR3      | 12.8                           | No                        | 16           | 28                     | 1x Dual-link DVI-I, 1x DisplayPort |
| FX 540         | NV43GL            | 300                         | 275                         | 128                       | 128-bit GDDR     | 8.8                            | No                        |              | 35                     | Chip también usado en GeForce 6600LE (4 PS/3 VS) |
| FX 550         | NV43GL            | 360                         | 400                         | 128                       | 128-bit GDDR3    | 12.8                           | No                        |              | 25                     | 2× dual-link DVI (solamente para 2048×1536, no para 2560×1600)                                                                                           |
| FX 560         | G73GL             | 350                         | 600                         | 128                       | 128-bit GDDR3    | 19.2                           | No                        |              | 30                     | Chip también usado en GeForce 7600, 1× Dual-link DVI |
| FX 570         | G84GL             | 460                         | 400                         | 256                       | 128-bit DDR2     | 12.8                           | No                        | 16           | 38                     | 2× Dual-link DVI-I, Shader Model 4.0, OpenGL 2.1, DirectX 10                                                                                             |
| FX 580         | G96               | 450 (OC650)                 | 800                         | 512                       | 128-bit GDDR3    | 25.6                           | No                        | 32           | 40                     | 1× Dual-link DVI-I, 2× DisplayPort, basada en la Geforce 9500.                                                                                           |
| Quadro GPU     | Núcleo            | Frecuencia de núcleo (MHz)  | Frecuencia de memoria (MHz) | Cantidad de memoria (MiB) | Tipo de memoria  | Memoria Ancho de banda (GiB/s) | Conector de 3-pin estéreo | Núcleo CUDA  | Consumo de energía (W) | Notas |
| FX 1300        | NV38GL            | 350                         | 275                         | 128                       | 256-bit DDR      | 17.6                           | Sí                        |              | 55                     | Chip también usado en GeForce PCX 5950, 2× Single-link DVI                                                                                               |
| FX 1400        | NV41GL            | 350                         | 300                         | 128                       | 256-bit DDR      | 19.2                           | Sí                        |              | 70                     | Chip también usado en GeForce 6800 (8 PS/5 VS), 2× Single-link DVI                                                                                       |
| FX 1500        | G71GL             | 325                         | 625                         | 256                       | 256-bit GDDR3    | 40.0                           | No                        |              | 65                     | Chip también usado en GeForce 79xx,(16 pixel, 6 vertex), 2× Dual-link DVI                                                                                |
| FX 1700        | G84GL             | 460                         | 400                         | 512                       | 128-bit DDR2     | 12.8                           | No                        | 32           | 42                     | 2× Dual-link DVI-I/TV Out, Shader Model 4.0, OpenGL 2.1, DirectX 10                                                                                      |
| FX 1800        | G94               | 550 (shader clock 1375)     | 800                         | 768                       | 192-bit DDR3     | 38.4                           | No                        | 64           | 59                     | Doble Display port, conexión DVI única (dependiendo del modelo), Shader Model 4.0, OpenGL 2.1, DirectX 10                                                |
| FX 3400        | NV45GL            | 350                         | 450                         | 256                       | 256-bit GDDR3    | 28.8                           | Sí                        |              | 101                    | Chip también usado en GeForce 6800, 2× Dual-link DVI |
| FX 3450        | NV42GL            | 425                         | 500                         | 256                       | 256-bit GDDR3    | 32.0                           | Sí                        |              | 83                     | Chip también usado en GeForce 6800, 2× Dual-link DVI |
| FX 3500        | G71GL             | 450                         | 660                         | 256                       | 256-bit GDDR3    | 42.2                           | Sí                        |              | 80                     | Basada en la Quadro 5500, pweo con sólo 20 procesadores de pixel, 7 unidades vertex y 256 MiB RAM.                                                       |
| FX 3700        | G92               | 500                         | 800                         | 512                       | 256-bit GDDR3    | 51.2                           | Sí                        | 112          | 78                     | Chip también usado en GeForce 8800GT and 8800GTS 512, 112 streaming processors, PCI Express 2.0, Energy Star 4.0.                                        |
| FX 3800        | G200GL            | 600                         | 800                         | 1024                      | 256-bit GDDR3    | 51.2                           | Sí                        | 192          | 107                    | El uso del estéreo requiere la compra de un bracket de 3 pines opcional.                                                                                 |
| Quadro GPU     | Núcleo            | Frecuencia de núcleo (MHz)  | Frecuencia de memoria (MHz) | Cantidad de memoria (MiB) | Tipo de memoria  | Memoria Ancho de banda (GiB/s) | Conector de 3-pin estéreo | Núcleo CUDA  | Consumo de energía (W) | Notas |
| FX 4000 SDI    | NV42GL            | 425                         | 500                         | 256                       | 256-bit GDDR3    | 32.0                           | Sí                        |              |                        | FX 4000 con dos salidas SDI HDTV + generador de frecuencia analógico y digital (usando controladores externos)                                           |
| FX 4400        | NV45GL            | 400                         | 525                         | 512                       | 256-bit GDDR3    | 33.6                           | Sí                        |              | 109                    | Chip también usado en GeForce 6800 PCI-E, 2× dual-link DVI                                                                                               |
| FX 4500        | G70GL             | 470                         | 525                         | 512                       | 256-bit GDDR3    | 33.6                           | Sí                        |              | 109                    | Chip también usado en GeForce 7800GTX, 2× dual-link DVI                                                                                                  |
| FX 4500 SDI    | G70GL             | 470                         | 525                         | 512                       | 256-bit GDDR3    | 33.6                           | Sí                        |              | 116                    | Chip también usado en GeForce 7800GTX, 1× dual-link DVI, con dos salidas SDI HDTV + generador de frecuencia analógico y digital                          |
| FX 4500 ×2     | G70GL             | 500                         | 600                         | 512 ×2                    | 256-bit ×2 GDDR3 | 33.6 ×2                        | Sí                        |              | 145                    | Dos núcleos Quadro FX 4500 GPU en la misma tarjeta gráfica PCI-Express, 4× dual-link DVI.                                                                |
| FX 5500        | G71GL             | 650                         | 500                         | 1024                      | 256-bit DDR2     | 32                             | Sí                        |              | 96                     | Chip también usado en GeForce 7900GTX, 2× dual-link DVI, 24 pixel units y 8 vertex units.                                                                |
| FX 5500 SDI    | G71GL             | 650                         | 500                         | 1024                      | 256-bit DDR2     | 32                             | Sí                        |              | 104                    | FX 5500 con SDI, generador de frecuencia soportado (externamente)                                                                                        |
| FX 4600        | G80GL             | 400                         | 700                         | 768                       | 384-bit GDDR3    | 67.2                           | Sí                        | 112          | 134                    | Chip también usado en GeForce 8800GTX, 2× dual-link DVI.                                                                                                 |
| FX 4600 SDI    | G80GL             | 400                         | 700                         | 768                       | 384-bit GDDR3    | 67.2                           | Sí                        |              | 154                    | FX 4600 con SDI, generador de frecuencia soportado (externamente)                                                                                        |
| FX 4700 ×2     | G92               | 500                         | 800                         | 512 ×2                    | 256-bit ×2 GDDR3 | 51.2 ×2                        | Sí                        |              | 226                    | Dos GPU quadro FX 3700 en la misma tarjeta gráfica PCI-Express, 2× dual-link DVI (DVI-I ×4), salida S-Video.                                             |
| FX 5600        | G80GL             | 600                         | 800                         | 1536                      | 384-bit GDDR3    | 76.8                           | Sí                        | 128          | 171                    | Chip también usado en GeForce 8800 Ultra, requiere dos conectores de energía de 6-pines suplementarios.                                                  |
| FX 5600 SDI II | G80GL             | 600                         | 800                         | 1536                      | 384-bit GDDR3    | 76.8                           | Sí                        |              | 191                    | FX 5600 con nuevo SDI, generador de frecuencia soportado (externamente)                                                                                  |
| CX             | D10U-20 (GT200GL) | 602                         | 800                         | 1536                      | 384-bit GDDR3    | 76.8                           | Sí                        |              | 150                    | Chip también usado la versión de 55nm de la GeForce GTX 260 (192 shaders), salidas Display Port y dual-link DVI, optimizada para Adobe Creative Suite 4. |
| VX 200         | G92               |                             |                             | 512                       | GDDR3            | 51.2                           |                           |              |                        | HDTV y 2× Dual-link DVI, optimizada para Autodesk AutoCAD.                                                                                               |
| FX 4800        | D10U-20 (GT200GL) | 602                         | 800                         | 1536                      | 384-bit GDDR3    | 77                             | Sí                        | 192          | 150                    | Chip también usado la versión de 55nm de la GeForce GTX 260 (192 shaders). Plug-in. CS4                                                                  |
| FX 5800        | D10U-30 (GT200GL) | 650                         | 1632                        | 4096                      | 512-bit GDDR3    | 102                            | Sí                        | 240          | 189                    | Chip también usado en GeForce GTX 285 (240 shaders). |

### División para negocios (NVS)
Las gráficas NVIDIA NVS ofrecen soluciones de gráficos para negocios de pequeñas y medianas empresas, así como estaciones de trabajos. Las NVIDIA NVS desktop ofrece soporte multimonitor para negocios de operación financiera.
| Chip     | Max. resolución (digital) | Interfase                    | Conectores de salida               | Monitores soportados | Consumo de energía (W) | Notas                                  |
| -------- | ------------------------- | ---------------------------- | ---------------------------------- | -------------------- | ---------------------- | -------------------------------------- |
| NVS 50   | 1600×1200                 | AGP 8× / PCI                 | DVI-I, S-Video                     | 1                    |                        | NV18                                   |
| NVS 100  | 2048×1536                 | AGP 4× / PCI                 | 2x DVI-I, VGA, S-Video             | 2                    |                        | NV17(A5)?                              |
| NVS 200  | 1280×1024                 | AGP 4× / PCI                 | LFH-60                             | 2                    |                        | NV17                                   |
| NVS 210s | 1920x1200                 | Onboard (nForce 430)         | DVI + VGA                          | ?                    |                        | sin soporte PureVideoHD. Solamente SD. |
| NVS 280  | 1600×1200                 | PCI-Express ×16/AGP 8× / PCI | DMS-59                             | 2                    | 12                     | NV18GL/NV34                            |
| NVS 285  | 1920×1200                 | PCI-Express ×1/×16           | DMS-59                             | 2                    | 13/18                  | NV44                                   |
| NVS 290  | 1920×1200                 | PCI-Express ×1/×16           | DMS-59                             | 2                    | 21                     | G86                                    |
| NVS 295  | 2560×1600                 | PCI-Express                  | 2× DisplayPort or 2× DVI-D         | 2                    | 23                     | G98                                    |
| NVS 400  | 1280×1024                 | AGP                          | DMS-59                             | 2                    |                        | 2× NV17                                |
| NVS 420  | 2560×1600                 | PCI-Express ×1/×16           | VHDCI (4× DisplayPort or 4× DVI-D) | 4                    | 40                     | 2× G98                                 |
| NVS 440  | 1920×1200                 | PCI-Express ×1/×16           | 2× DMS-59                          | 4                    | 31                     | 2× NV43                                |
| NVS 450  | 2560×1600                 | PCI-Express ×16              | 4× DisplayPort                     | 4                    | 35                     | 2× G98                                 |

### Quadro Mobile
| Quadro chip | Núcleo | Frecuencia de núcleo (MHz) | Frecuencia de memoria (MHz) | Cantidad de memoria     | Tipo de memoria | Memoria Ancho de banda | Núcleos CUDA | Consumo de energía (W) | Interfase   | conectores de 3-pines estéreo | Notas                                         |
| ----------- | ------ | -------------------------- | --------------------------- | ----------------------- | --------------- | ---------------------- | ------------ | ---------------------- | ----------- | ----------------------------- | --------------------------------------------- |
| FX 350M     | G72GLM | 350                        | 450                         | Up to 256 MiB           | 64-bit          | 6.44 GiB/s             |              |                        | PCI Express | Varios                        | Basada en Go 7400                             |
| FX 360M     | G86M   | 400                        | 400                         | Up to 256 MiB           | 64-bit          | 9.66 GiB/s             |              |                        | PCI Express | Varios                        | Basada en 8400M-GS - 80 nm - 115 mm² - DX10   |
| FX 370M     | G98M   |                            |                             | Up to 256 MiB           | 64-bit          | 9.66 GiB/s             | 8            | 20                     | PCI Express | Varios                        | Basada en 9300M-GS                            |
| FX 560M     | G73GLM |                            |                             |                         | 128-bit         |                        |              |                        | PCI Express | Varios                        |                                               |
| FX 570M     | G84M   | 475                        | 700                         | Up to 256 MiB           | 128-bit         | 22.44 GiB/s            |              |                        | PCI Express | Varios                        | Basada en 8600M-GT                            |
| FX 770M     | G96M   | 500                        | 800                         | Up to 512 MiB           | 128-bit         | 25.66 GiB/s            | 32           | 35                     | PCI Express | Varios                        | Basada en 9600M-GT                            |
| FX 880M     | GT216  | 550                        | 790                         | 1 GiB                   | 128-bit         | 25.66 GiB/s            | 48           | 35                     | PCI Express |                               | Basada en GeForce GT 330M                     |
| FX 1500M    | G71GLM | 375                        | 500                         | Up to 256 MiB           | 256-bit         | 38.44 GiB/s            |              |                        | PCI Express | Varios                        | Basada en Go 7900 GS                          |
| FX 1600M    | G84M   | 625                        | 800                         | Up to 512 MiB           | 128-bit         | 25.66 GiB/s            |              |                        | PCI Express | Varios                        | Basada en 8700M-GT                            |
| FX 1700M    | G96M   |                            |                             | Up to 512 MiB           | 128-bit         | 25.66 GiB/s            | 32           | 50                     | PCI Express | Varios                        | Basada en 8700M-GT                            |
| FX 1800M    |        | 560                        | 790                         | 1 GiB                   | 128-bit         | 25.6-35.2 GiB/s        | 72           | 45                     | PCI Express |                               |                                               |
| FX 2500M    | G71GLM | 500                        | 600                         | Up to 512 MiB           | 256-bit         | 38.44 GiB/s            |              |                        | PCI Express | Varios                        | Basada en Go 7900 GTX                         |
| FX 2700M    | G94M   | 530                        | 800                         | Up to 512 MiB           | 256-bit         | 51.22 GiB/s            | 48           | 65                     | PCI Express | Varios                        | Basada en 9700M GTS                           |
| FX 2800M    | G92M   |                            |                             | 1 GiB                   | 256-bit         | 64.22 GiB/s            | 96           | 75                     | PCI Express | Varios                        | 96SP                                          |
| FX 3500M    | G71GLM | 575                        | 600                         | Up to 512 MiB           | 256-bit         | 38.44 GiB/s            |              |                        | PCI Express | Varios                        | Basada en Go 7950 GTX                         |
| FX 3600M    | G92M   | 500                        | 800                         | Up to 512 MiB           | 256-bit         | 51.22 GiB/s            | 96           | 70                     | PCI Express | Varios                        | Basada en 8800M GTS                           |
| FX 3700M    | G92M   | 550                        | 800                         | Up to 1 GiB             | 256-bit         | 51.22 GiB/s            | 128          | 75                     | PCI Express | Varios                        | 128sp G92                                     |
| FX 3800M    | G92M   | 675                        | 1000                        | 1 GiB                   | 256-bit         | 64 GiB/s               | 128          | 100                    | PCI Express | Varios                        | 128sp G92                                     |
| NVS 110M    | G72M   | 300                        | 600                         | 128 MiB/256 MiB/512 MiB | 64-bit DDR      |                        |              |                        | PCI Express | Varios                        | Basada en Go 7300                             |
| NVS 120M    | G72GLM | 450                        | 700                         | 128 MiB/256 MiB/512 MiB | 64-bit DDR2     |                        |              |                        | PCI Express | Varios                        | También reconocida como QuadroFX 350M/Go 7400 |
| NVS 130M    | G86M   |                            |                             | 128 MiB/256 MiB         | 64-bit ?        |                        |              |                        | PCI Express | Varios                        | Basada en 8400M-G                             |
| NVS 135M    | G86M   | 400                        | 594                         | 128 MiB/256 MiB         | 64-bit          | 9.55 GiB/s             |              |                        | PCI Express | Varios                        | Basada en 8400M-GS                            |
| NVS 140M    | G86M   | 400                        | 600                         | 128 MiB/256 MiB/512 MiB | 64-bit          | 9.66 GiB/s             |              |                        | PCI Express | Varios                        | Basada en 8400M-GS                            |
| NVS 150M    | G98M   |                            |                             | 128 MiB/256 MiB         | 64-bit          |                        |              |                        | PCI Express | Varios                        | Basada en 8400M-GS                            |
| NVS 160M    | G98M   | 580                        | 700                         | 256 MiB                 | 64-bit          | 11.22 GiB/s            |              |                        | PCI Express | Varios                        | Basada en 9300M-GS                            |
| NVS 300M    | G72GLM | 450                        | 500                         | 128 MiB/256 MiB/512 MiB | 128-bit GDDR3   | 16.16 GiB/s            |              |                        | PCI Express | Varios                        | Basada en Go 7600                             |
| NVS 320M    | G84M   | 575                        | 700                         | 128 MiB/256 MiB/512 MiB | 128-bit GDDR3   | 22.55 GiB/s            |              |                        | PCI Express | Varios                        | Basada en 8700M-GT                            |
| NVS 510M    | G72GLM |                            |                             | 256 MiB/512 MiB/1 GiB   | 256-bit GDDR3   |                        |              |                        | PCI Express | Varios                        | Basada en Go 7900 GTX                         |